# ألان تومسون (عازف جاز)
ألان تومسون (بالإنجليزية: Alan Thomson)‏ هو عازف جاز بريطاني، ولد في 3 مايو 1960 في غلاسكو في المملكة المتحدة.

## وصلات خارجية
- ألان تومسون على موقع ميوزك برينز (الإنجليزية)
- ألان تومسون على موقع أول ميوزيك (الإنجليزية)
- ألان تومسون على موقع ديسكوغز (الإنجليزية)